# عرب (آق‌داش)
عرب (به لاتین: Ərəb، تا ۱۹۱۸ میلادی عرب کوکل Ərəb Kükəl) یک منطقه مسکونی در جمهوری آذربایجان است که در شهرستان آق‌داش واقع شده‌است. عرب ۱۳۹۵ نفر جمعیت دارد.